# Spodnja Orlica
Spodnja Orlica je naselje v Občini Radlje ob Dravi. Ustanovljeno je bilo leta 1994 iz dela ozemlja naselja Orlica. Leta 2015 je imelo 109 prebivalcev.